# Leersia oryzoides
Leersia oryzoides també anomenat en anglès rice cutgrass és una espècie de plantes del gènere Leersia de la família de les poàcies.
És un gènere estès a Europa, Àsia, i Amèrica del Nord i present dins molts altres regions, com Austràlia, com a espècie introduïda. Es tracta d'un rizoma perenne que creix a una alçada màxima d'entre 1 i 1.5 metres. Les fulles poden tenir fins a 28 centímetres i tenir les vores aspres, minuciosament dentades. La inflorescència és una varietat solta, solta matriu, obert ondulat, branques similars a pèls que porten fileres d'espiguetes. Cada espigueta és una fruita plana amb un aspre, hirsut sense arestes, i cap borró. En algunes de les espiguetes les branques desenvolupen dins dins de les beines de les fulles i són clistògames. Aquesta herba és de vegades utilitzat per controlar l'erosió i restaurar terrenys secs.